# ヘアー・ラブ
『ヘアー・ラブ』（Hair Love）は、マシュー・A・チェリー監督・脚本による2019年のアメリカ合衆国の短編アニメーション映画。
自分の髪の毛をセットしたいアフリカ系アメリカ人の少女ズーリー（Zuri）と、不在の母親の代わりに髪の毛をセットしてあげようとする父親のやりとりが描かれている。
第92回アカデミー賞で短編アニメ賞を受賞。

## あらすじ
朝に目が覚めた7歳の少女ズーリーは、今日が特別な日であることに気づき急いで身なりを整えようとする。しかし、大きく広がるアフロヘアーは自分だけではどうにもならなかった。いつも自分の髪をセットしてくれる母親はおらず途方に暮れていると、そこへ父親が現れる。父親は娘のために不慣れなスタイリングを試みるが、なかなかうまくいかない。すると、ズーリーはタブレットを持ってきて父親に見せる。その画面には、事前に録画された母親のアドバイス動画が映っていた。父親はその内容に沿ってスタイリングし、ズーリーの望み通りの髪型が完成する。
ズーリーと父親は病院へ向かい、入院中の母親と再会する。母親は2人の前で頭に巻いた布をとり髪の毛がなくなった頭を見せると互いに抱擁しあい、3人は笑顔で病室を後にする。

## 製作
2017年、マシュー・A・チェリーは本作のKickstarterキャンペーンを立ち上げた。このキャンペーンは、当初の目標である7万5000ドルを上回り、28万4058ドルを集めた。2019年3月20日、ソニー・ピクチャーズ アニメーションは、ヘアー・ラブをその年の後半に劇場公開される映画として選定したと発表した。
チェリーは、「主要メディアは、黒人の父親について怠け者で（子育てに）関与しないものとして描いており、これは黒人の父親達に対する最悪の非難のひとつだ」とし、ここから、ステレオタイプではない黒人の父親像を描いた本作を制作するインスピレーションを得たと述べている。また、黒髪を表現する部分を増やしたかったとも語っている。

## 公開
本作は、2019年8月14日に『アングリーバード2』と同時上映され、4か月後の12月5日にはソニー・ピクチャーズ・アニメーションによりYouTubeにアップロードされた。
2019年5月14日には本作を基にした児童書が発売され、2020年6月7日からは動画配信サービスを行うHBO Max向けに本作を基にしたアニメシリーズ「Young Love」12話の作品が制作された。

## 受賞歴
| 年   | 賞                 | 部門                               | 結果 | 出典         |
| ---- | ------------------ | ---------------------------------- | ---- | ------------ |
| 2020 | 第92回アカデミー賞 | 短編アニメ賞                       | 受賞 | [ 9 ] [ 10 ] |
| 2020 | Black Reel Awards  | Outstanding Independent Short Film | 受賞 | [ 11 ]       |